# Frank Serpico
Francesco Vincent Serpico (né le 14 avril 1936) est un  policier d'origine italienne (ses parents ont émigré de Naples), du service de police de la ville de New York (NYPD), principalement connu pour avoir dénoncé la corruption qui régnait au sein de ce corps de police.

## Biographie
Rentré dans la police de New York en 1959, il est témoin d'un système de racket organisé par certains policiers new yorkais, chose qu'il dénonce publiquement avec preuves dès 1967, sans réaction des autorités. Lâché par certains de ses collègues, harcelé et menacé, il est gravement blessé d'une balle dans la tête en 1971 alors qu'il tente de procéder à l'arrestation d'un criminel lors d'une opération de police. Le tireur, impliqué dans une affaire de stupéfiants, est blessé par les tirs de riposte du policier Serpico. Abandonné par ses 3 collègues qui le laissent pour mort, Frank Serpico est secouru par un habitant puis par d'autres policiers qui l'emmènent à l'hôpital. Remis de sa blessure, il témoigna devant la commission Knapp la même année. L'implication des trois autres policiers dans la tentative d'assassinat dont il a été victime n'a jamais pu être démontrée, seul le tireur a donc été condamné. Il démissionna de la police le 15 juin 1972 et fut décoré pour « héroïsme ». Avec une pension d'invalidité, il s'installa en Suisse dans le village Le Sépey, et en profita pour découvrir l'Europe et étudier. Il vit actuellement en pleine nature, dans le comté de Columbia, dans l'État de New York, et en 2015, il s'est porté candidat au conseil municipal de Stuyvesant, dans ce même comté, sans succès.
Ses déboires et combats comme policier furent portés au cinéma en 1973 dans le film Serpico de Sidney Lumet, dont le rôle-titre est interprété par Al Pacino, puis à la télévision en 1976-1977 dans la série du même nom où le rôle fut repris par David Birney.